# Jardin botanique de Munich

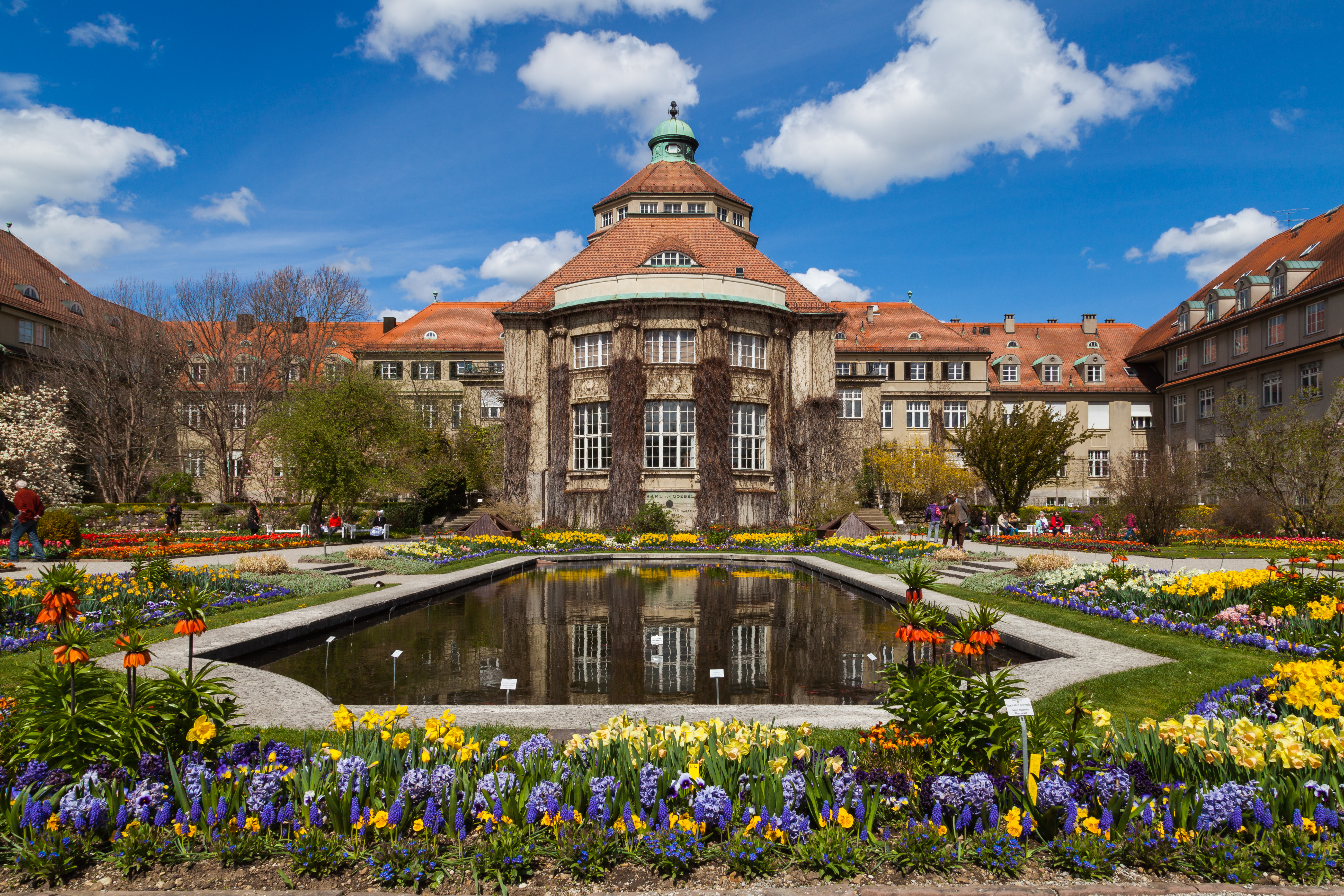
Bâtiment principal.

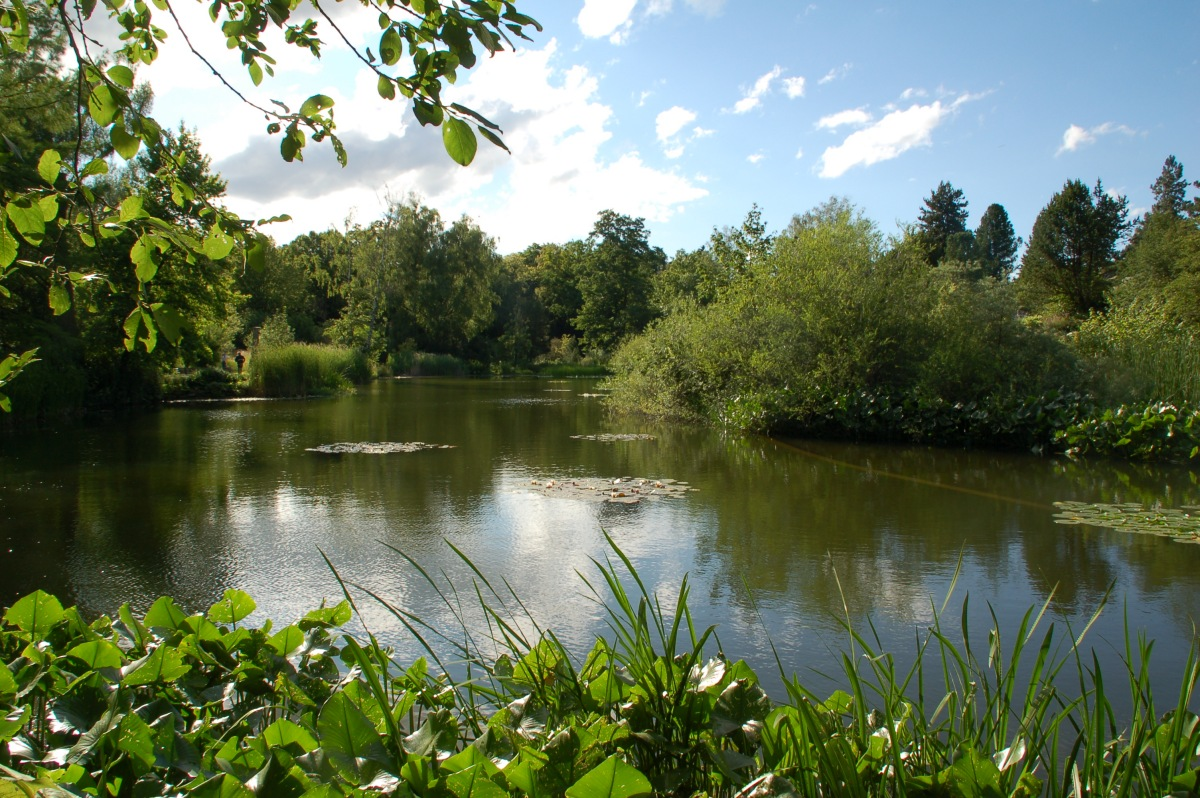
L'étang.

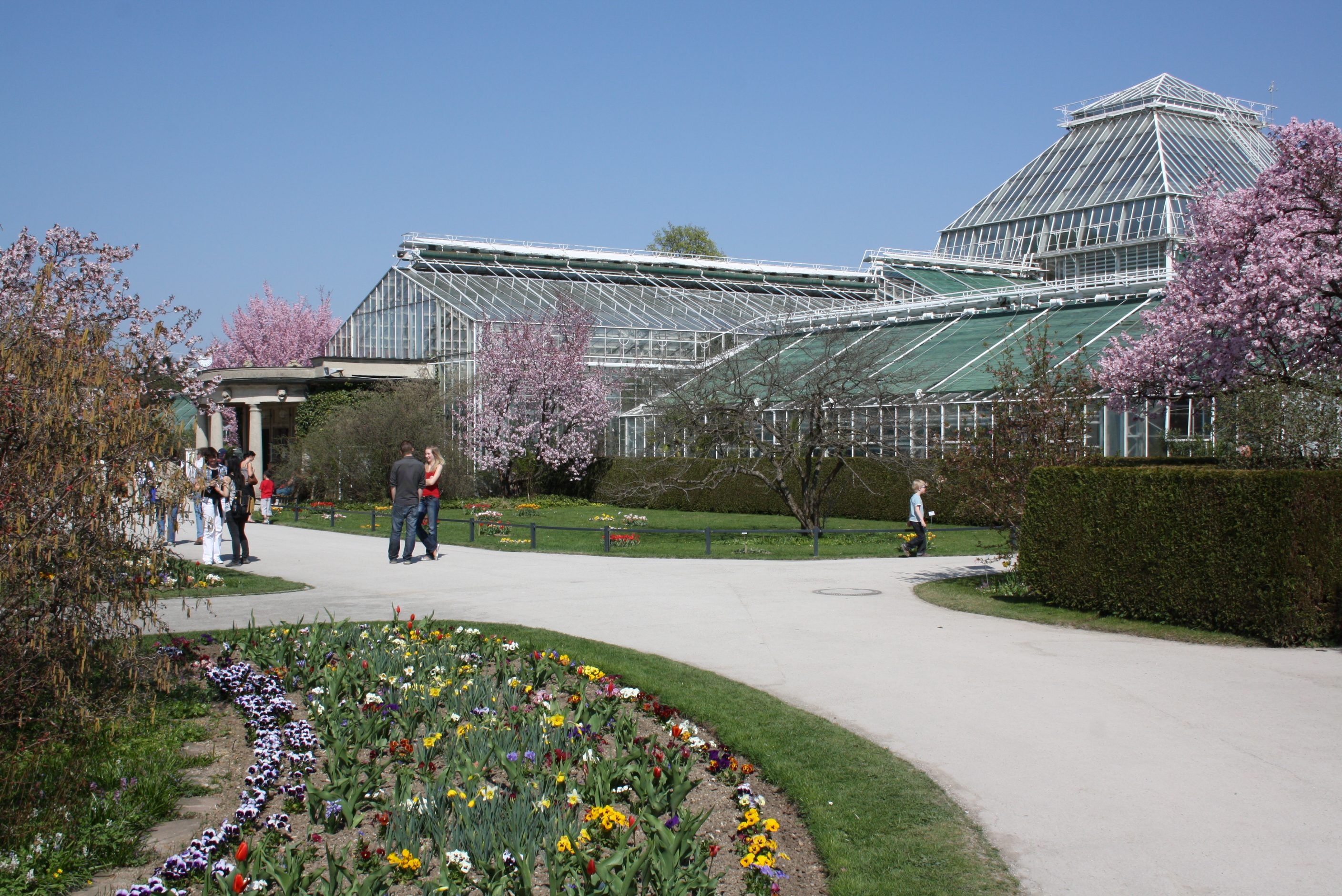
Les serres.

Le Jardin botanique de Munich (en allemand : Botanischer Garten München-Nymphenburg) est un jardin botanique et arboretum situé à Munich, en Bavière, au 65 Menzinger Straße. Il est situé au nord du parc du château de Nymphenburg. D'une superficie de 21,20 hectares, il est ouvert toute l'année, sauf les 24 et 31 décembre. Son accès est payant.

## Historique
Le premier jardin botanique de Munich, maintenant connu sous le nom d'« Ancien Jardin botanique » avait été créé en 1809 sur des plans de Friedrich Ludwig von Sckell près de Karlsplatz, où ses restes sont encore visibles.
Le jardin actuel a été créé en 1914 dans les faubourgs de la ville au Nymphenburg sur des plans des paysagistes Holfeld. En 1966, il a été rattaché à la Collection botanique d'État de Munich (en) et à l'Institut de systématique botanique de l'université Louis-et-Maximilien de Munich.

## Collections
On y cultive aujourd'hui environ 14 000 espèces sur environ 18 hectares. Il a un rôle d'éducation du public, d'enseignement des étudiants de l'université Louis-et-Maximilien et de conservation d'espèces de plantes et d'abeilles européennes rares. Il contient notamment un jardin alpin, un arboretum, une collection de plantes des landes acides et des steppes, de rhododendrons, une roseraie et un jardin de systématique.
Le jardin contient également un complexe de onze serres couvrant 4 500 m2. On y trouve des espaces pour les Broméliacées et les Arecacées, les cactus et les plantes succulentes, les Cycadales, les Fougères, les Orchidées, et pour les plantes du Mexique. la collection d'orchidées compte plus de 2700 espèces dans 270 genres, ainsi que des hybrides, avec des collections particulières de Catasetinae, Cattleya (unifoliates), Cymbidium, Dendrobium, Dracula, Paphiopedilum, Phragmipedium, Pleione, Stanhopeinae, Vanda et Zygopetalinae.
Le jardin possède aussi une station d'altitude dans le massif du Wetterstein, la maison royale de Schachen, à 1 860 m.

## Galerie

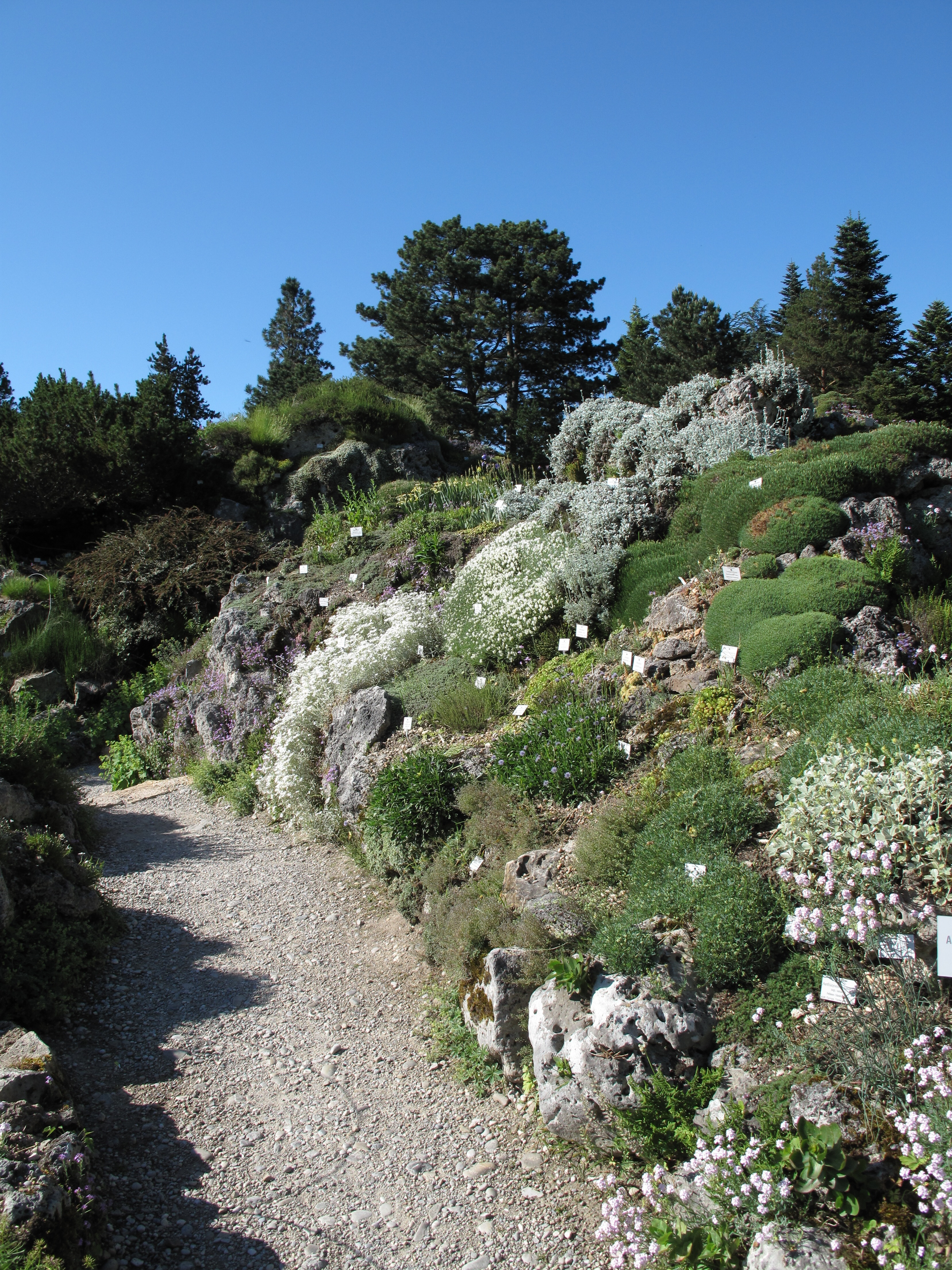
Jardin alpin.
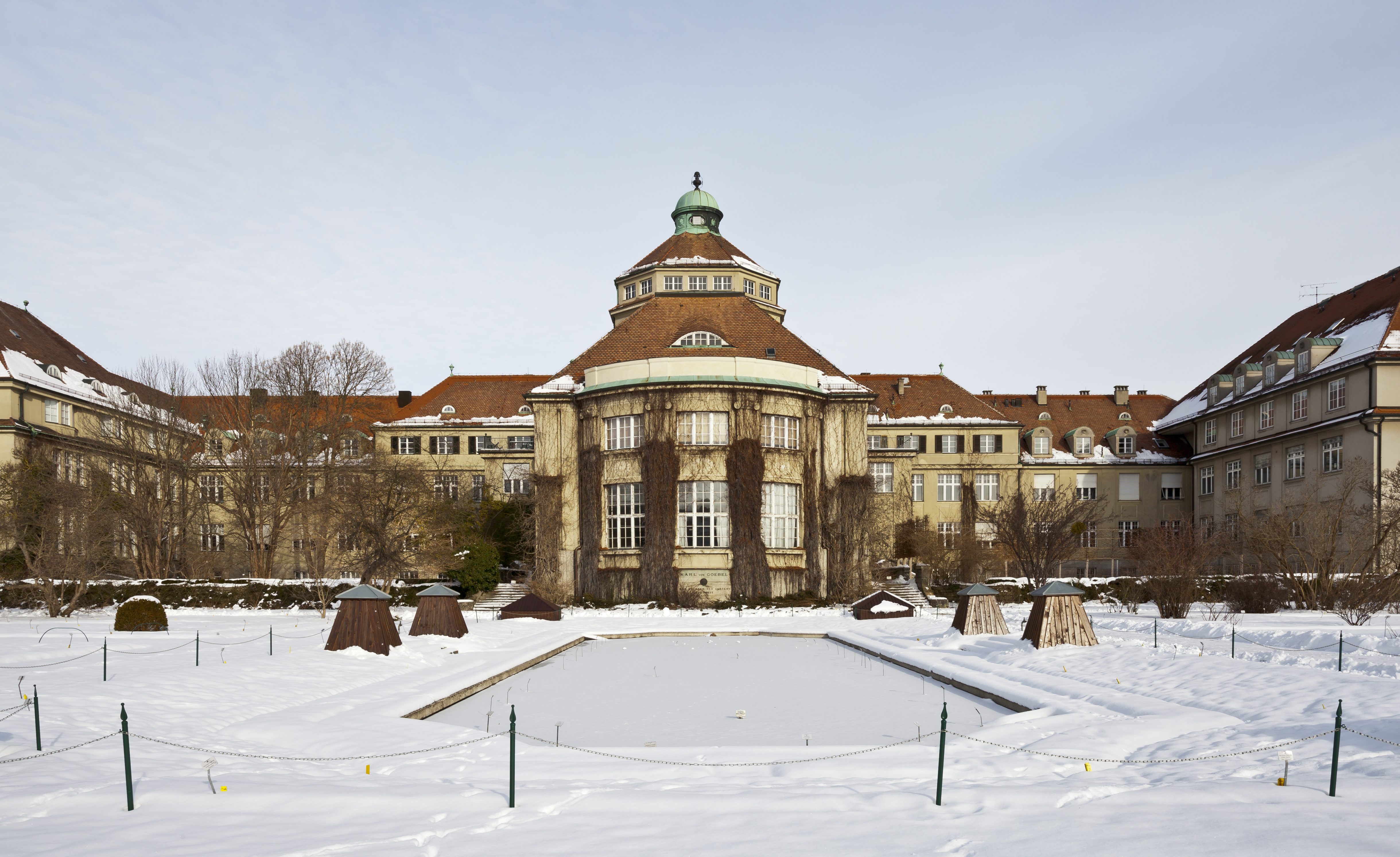
Bâtiment principal en hiver.
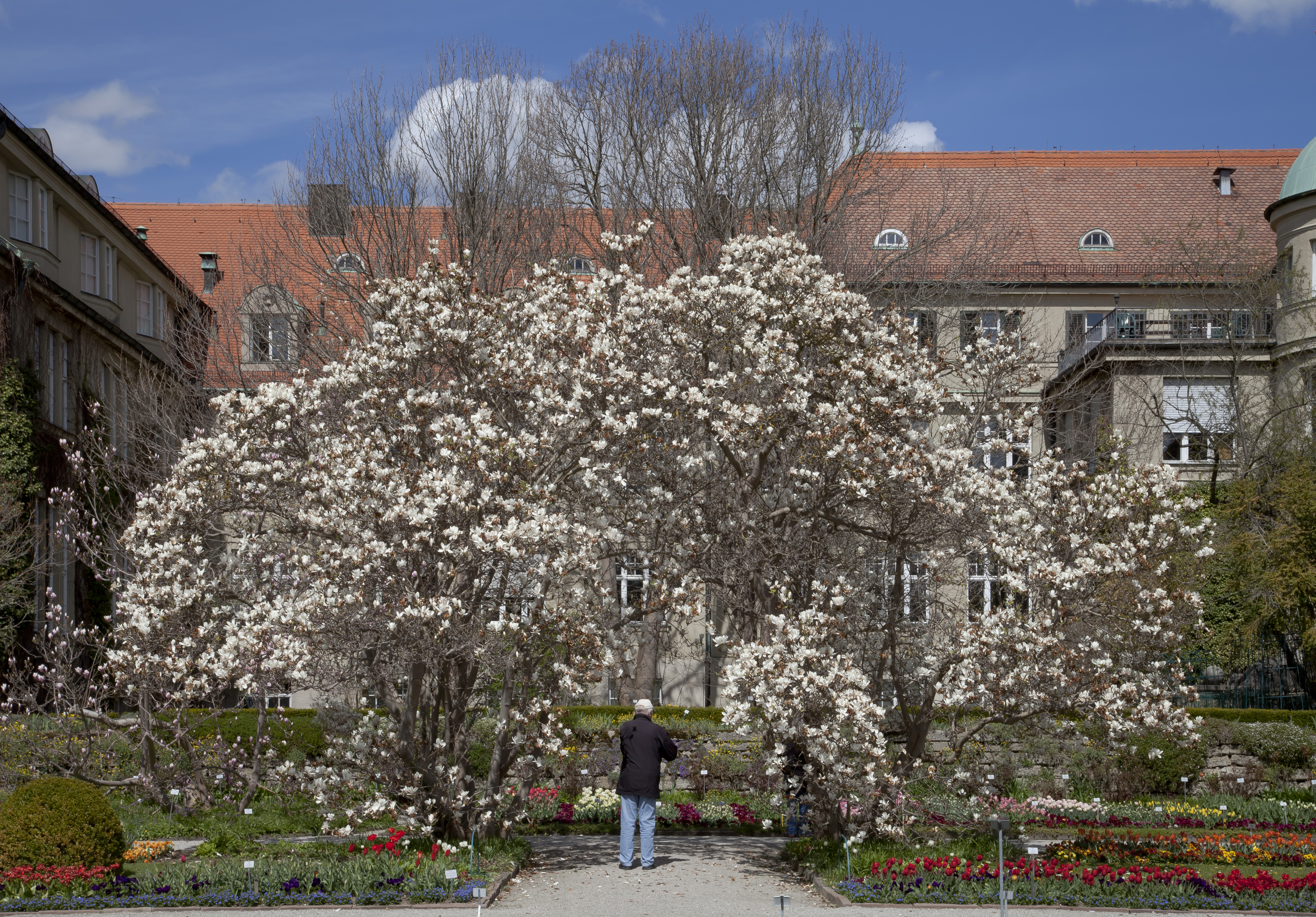
Arbre dans le Jardin des Bijoux.
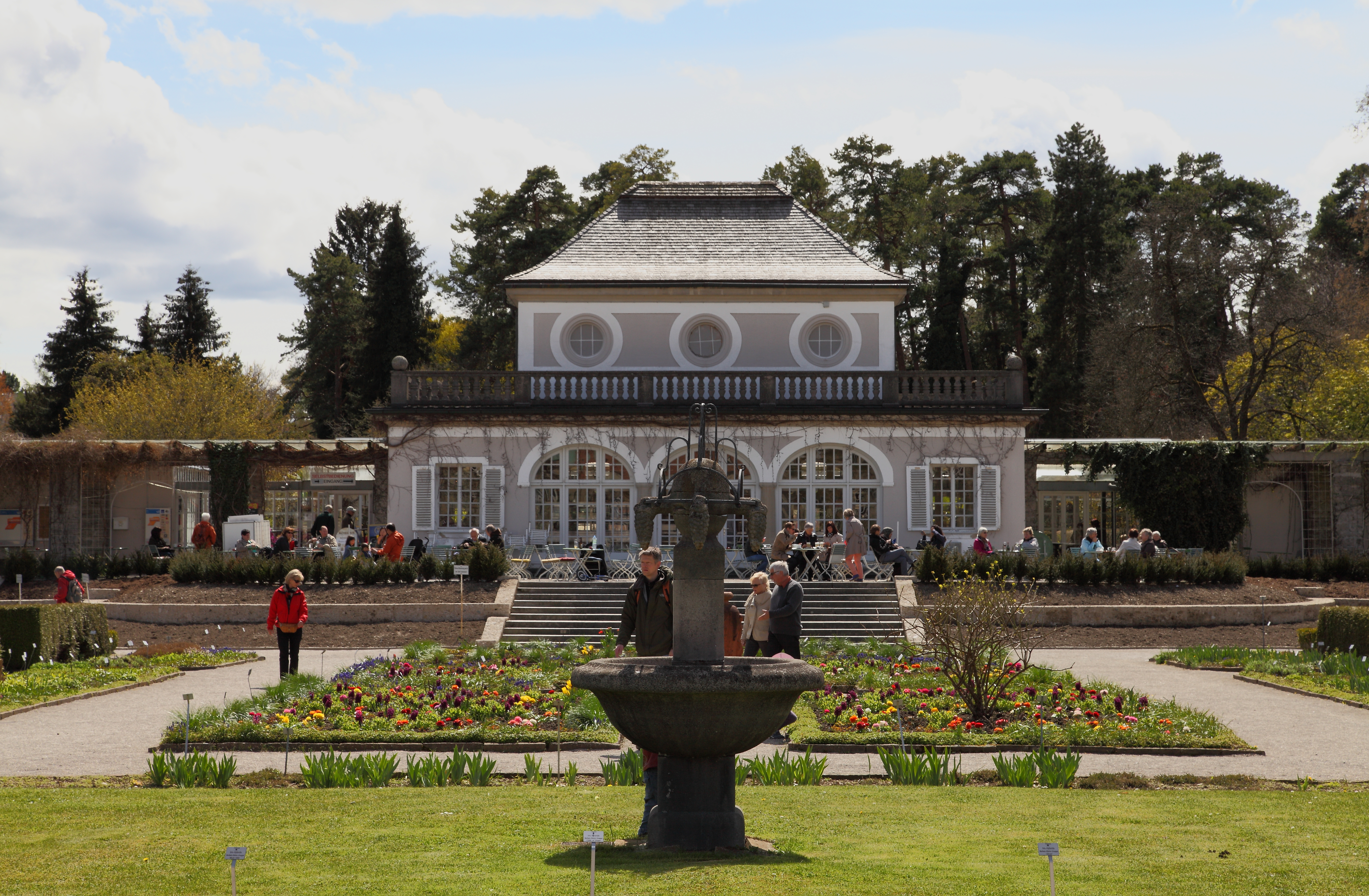
Le café du jardin.
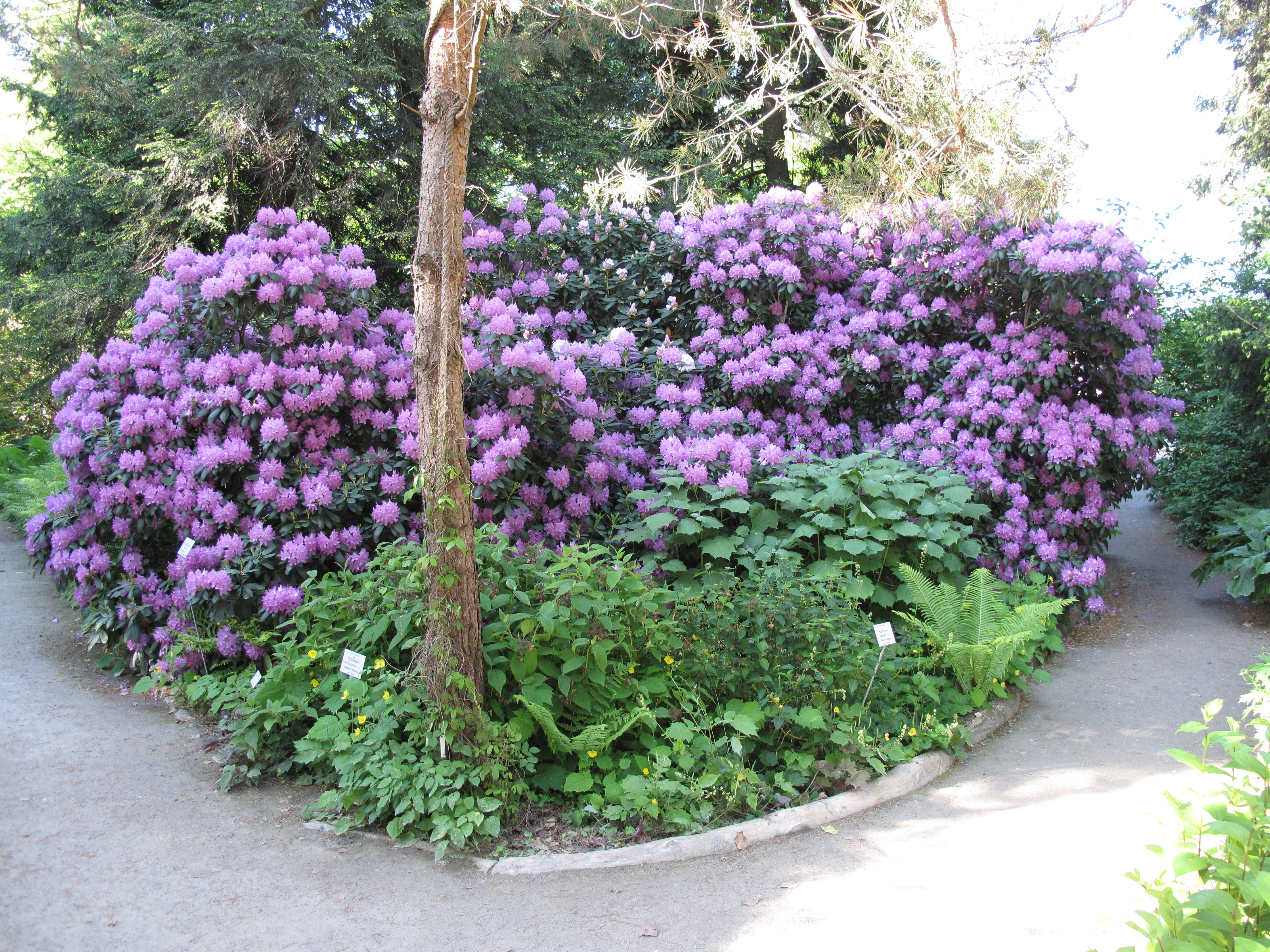
Rhododendrons.
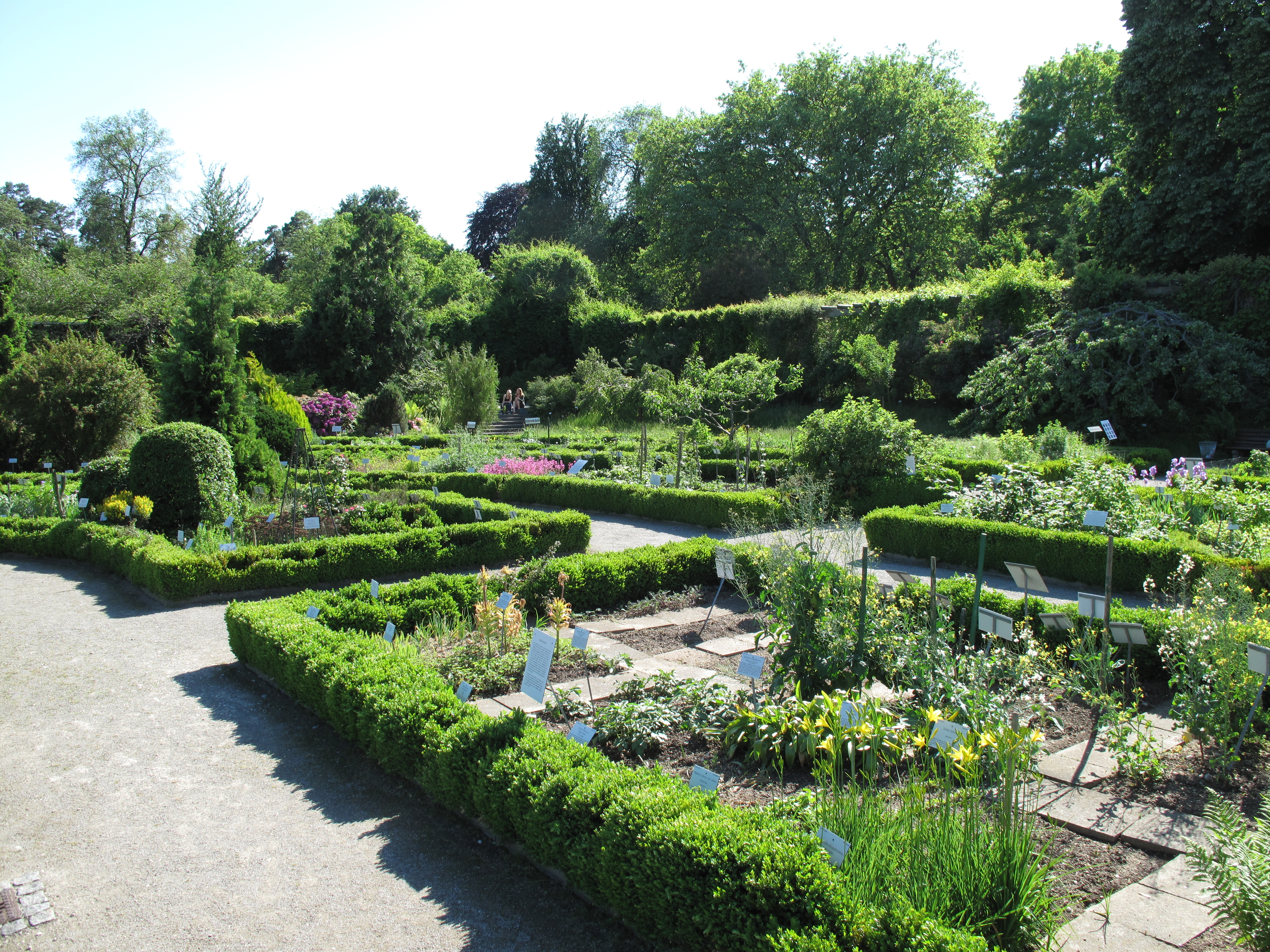
Section écologie et génétique.
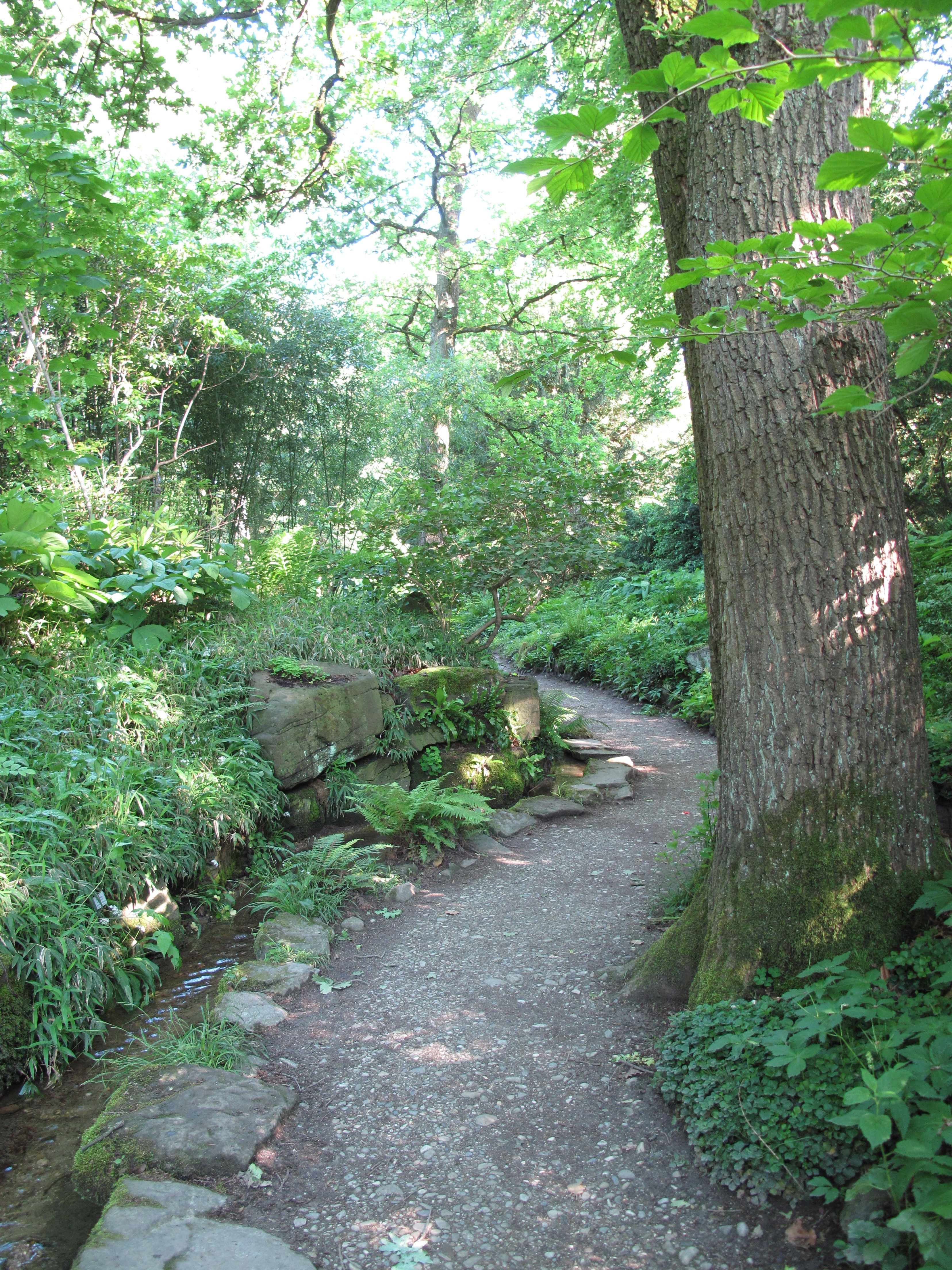
Sentier le long du ruisseau.
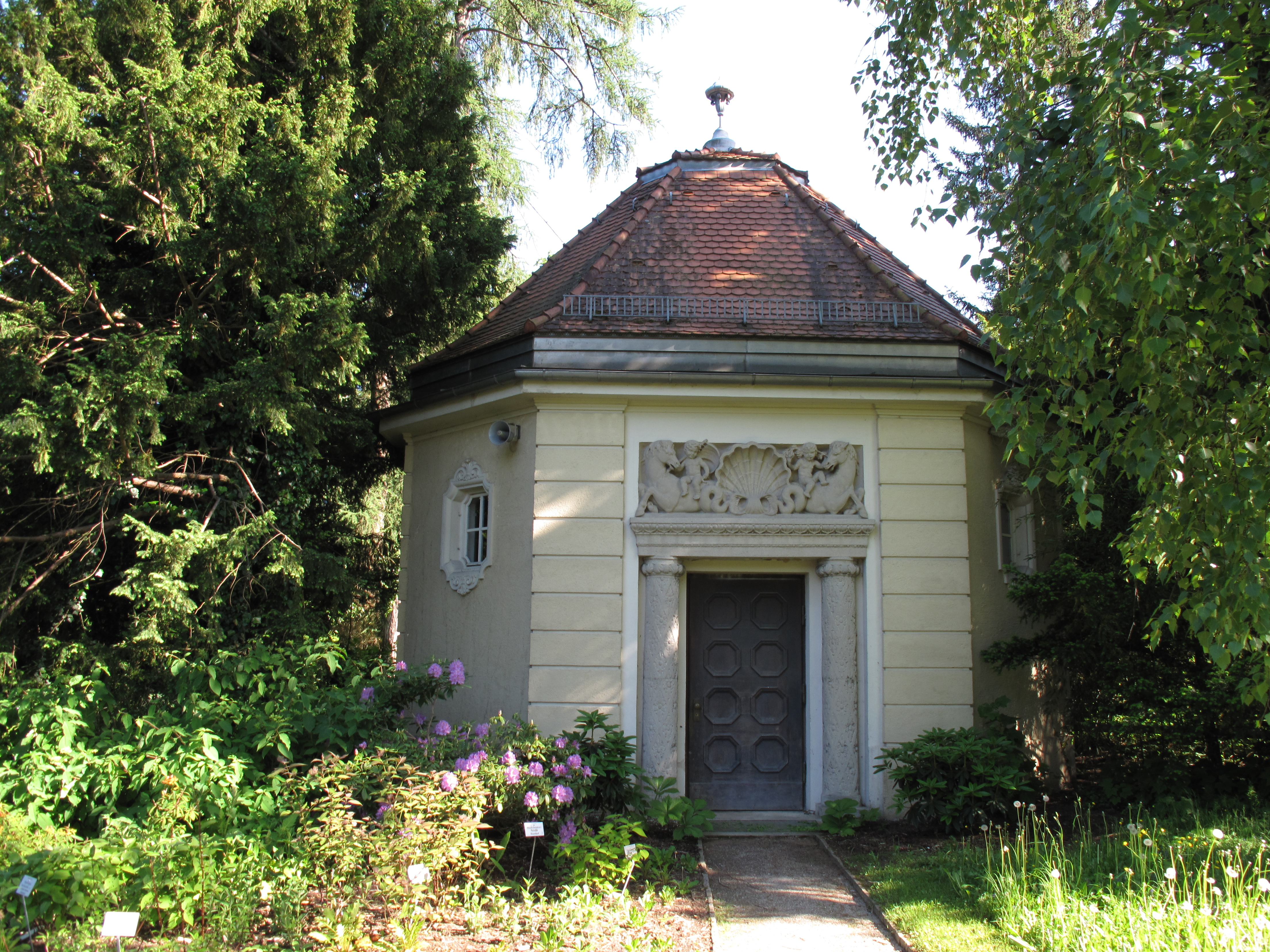
Pavillon.
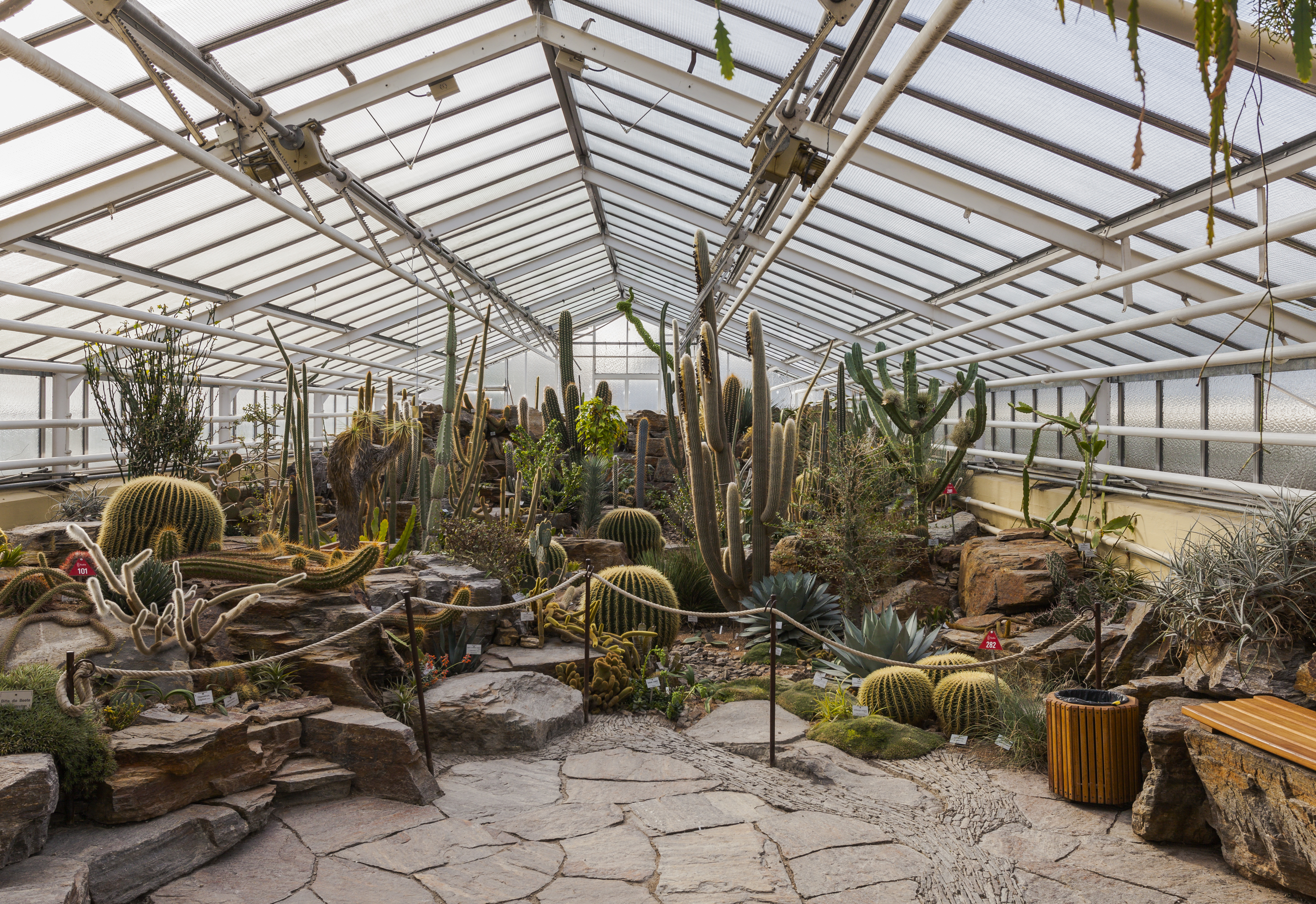
Intérieur des serres : milieu désertique.
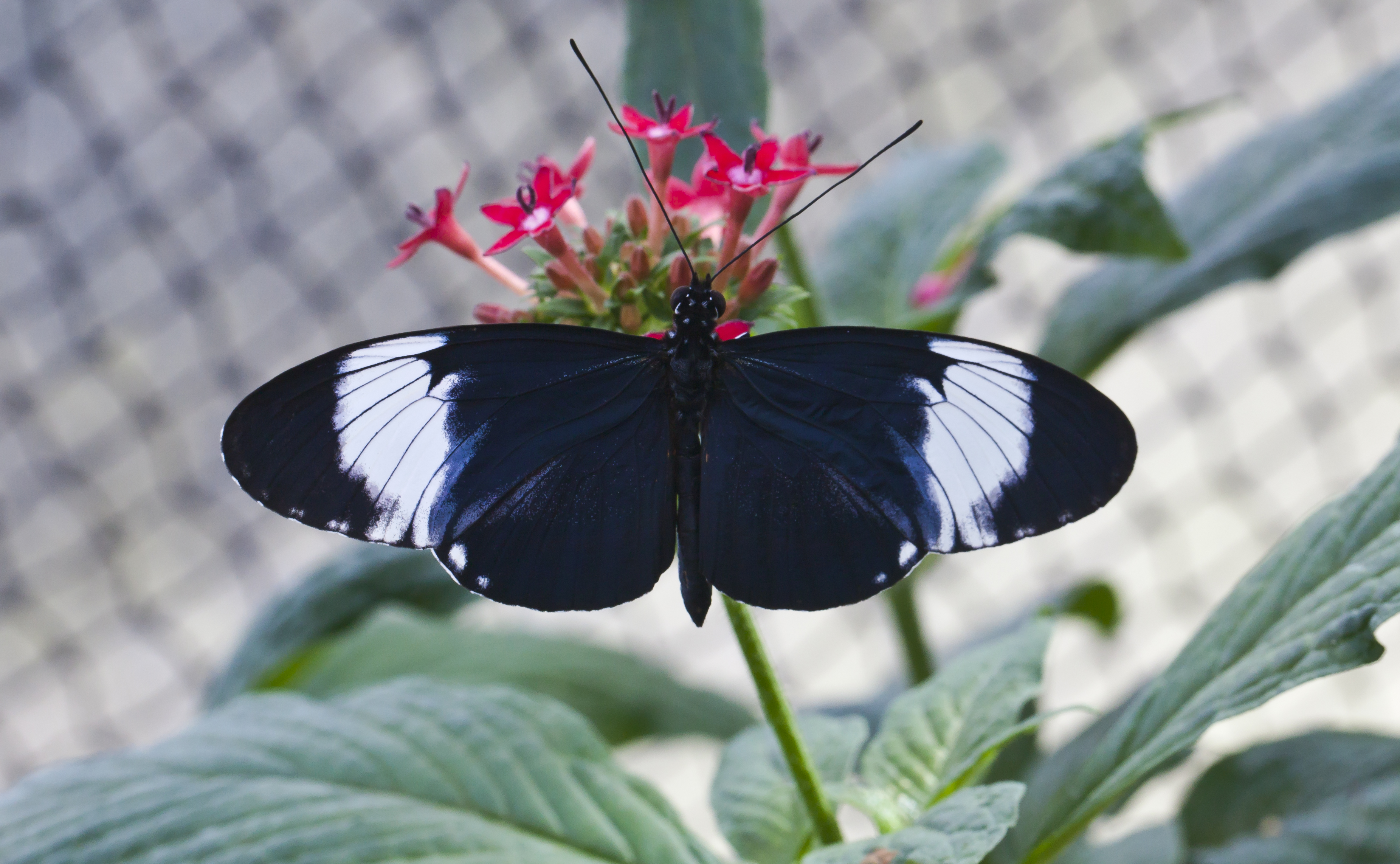
Exposition de papillons exotiques : Heliconius cydno.
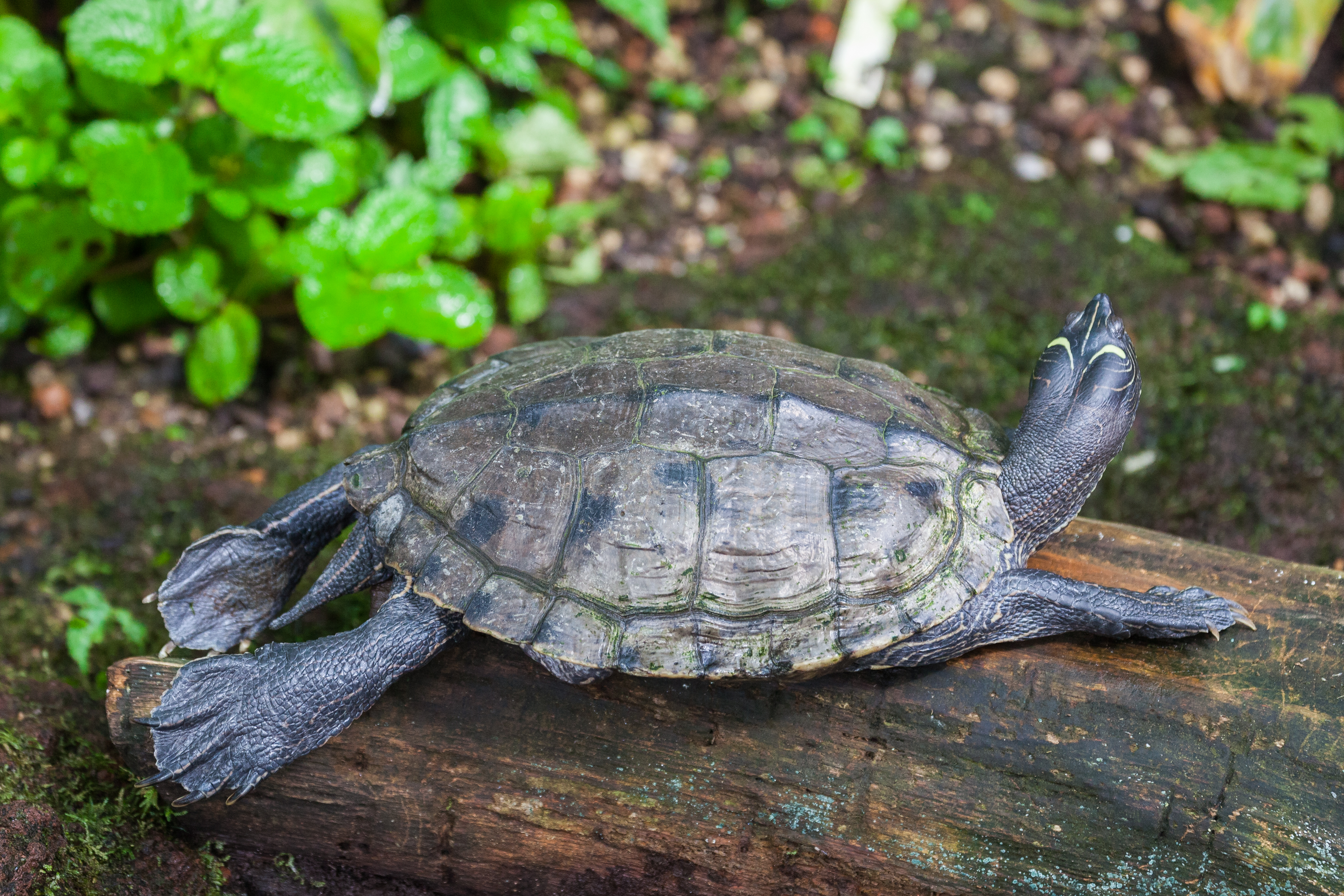
Tortue dans la serre numéro 4.

## Source
- (en) Cet article est partiellement ou en totalité issu de l’article de Wikipédia en anglais intitulé « Botanischer Garten München-Nymphenburg » (voir la liste des auteurs).